# Inès Garoué Facia
Pour les articles homonymes, voir Facia.
 (février 2025).
La mise en forme du texte ne suit pas les recommandations de Wikipédia : il faut le « wikifier ».
Les points d'amélioration suivants sont les cas les plus fréquents :
- Les titres sont pré-formatés par le logiciel. Ils ne sont ni en capitales, ni en gras.
- Le texte ne doit pas être écrit en capitales (les noms de famille non plus), ni en gras, ni en italique, ni en « petit »…
- Le gras n'est utilisé que pour surligner le titre de l'article dans l'introduction, une seule fois.
- L'italique est rarement utilisé : mots en langue étrangère, titres d'œuvres, noms de bateaux, etc.
- Les citations ne sont pas en italique mais en corps de texte normal. Elles sont entourées par des guillemets français : « et ».
- Les listes à puces sont à éviter, des paragraphes rédigés étant largement préférés. Les tableaux sont à réserver à la présentation de données structurées (résultats, etc.).
- Les appels de note de bas de page (petits chiffres en exposant, introduits par l'outil «  Source ») sont à placer entre la fin de phrase et le point final[comme ça].
- Les liens internes (vers d'autres articles de Wikipédia) sont à choisir avec parcimonie. Créez des liens vers des articles approfondissant le sujet. Les termes génériques sans rapport avec le sujet sont à éviter, ainsi que les répétitions de liens vers un même terme.
- Les liens externes sont à placer uniquement dans une section « Liens externes », à la fin de l'article. Ces liens sont à choisir avec parcimonie suivant les règles définies. Si un lien sert de source à l'article, son insertion dans le texte est à faire par les notes de bas de page.
- La présentation des références doit suivre les conventions bibliographiques. Il est recommandé d'utiliser les modèles {{Ouvrage}}, {{Chapitre}}, {{Article}}, {{Lien web}} et/ou {{Bibliographie}}. Le mode d'édition visuel peut mettre en forme automatiquement les références.
- Insérer une infobox (cadre d'informations à droite) n'est pas obligatoire pour parachever la mise en page.

Pour une aide détaillée, merci de consulter Aide:Wikification.
Si vous pensez que ces points ont été résolus, vous pouvez retirer ce bandeau et améliorer la mise en forme d'un autre article.
 (février 2025).
Inès Garoué Facia, alias Tata Inès, est la directrice de Bénin TV Junior et ancienne chroniqueuse dans Le Chœur des Femmes sur Canal+ Elles. Journaliste, réalisatrice et animatrice, elle s’est révélée au grand public avec Le Club des Fans (2003-2020) sur l’ORTB, une émission culte pour enfants.
Engagée pour l’éducation et la protection de l’enfance, elle continue d’influencer les médias béninois par son dynamisme et son expertise.

## Biographie

### Vie professionnelle
En 2003, elle rejoint la télévision publique ORTB, où elle marque une nouvelle étape dans sa carrière en lançant Le Club des Fans, une émission pour enfants qui devient rapidement culte. Son cri de ralliement Atchika tchika tchika, repris par des milliers d’enfants à travers le pays, est même évoqué par l’ancien président Mathieu Kérékou lors d’une cérémonie officielle,,,,,.

## Distinctions
- Officier de l’Ordre du Mérite du Bénin[8](2011)
- 1er Prix Jeunesse - Journées Mondiales du Cinéma Africain et Créole à Montréal (2000).
- Trophée Oriculture - Épanouissement de l’Enfance Béninoise.
- Lauréate TOYP ("Ten Outstanding Young Person"), distinction honorant les jeunes leaders d’impact.